# Соллогуб, Фёдор Львович
О поэте Фёдоре Сологубе (псевдоним Фёдора Тетерникова) см. Фёдор Сологуб
Граф Фёдор Львович Соллогуб (9 (21) февраля 1848, Москва — 29 октября 1890, Рождествено-Телятьево, Московская губерния) — русский художник, работавший в основном в театре. Выступал также как актёр и поэт-любитель.

## Происхождение и семья
Из рода Соллогубов, владевшего землями в Гороховецком уезде Владимирской губернии, племянник писателя графа В. А. Соллогуба.
Сын графа Льва Александровича Соллогуба (1812—1852, советник посольства в Вене, знаток искусства) и Марии Фёдоровны Самариной (сестра славянофила Ю. Ф. Самарина; по воспоминаниям Б. Н. Чичерина, блестяще образованная светская собеседница; содержала Андреевское училище в Бежецком уезде Тверской губернии); родители Фёдора (через В. А. Соллогуба) общались с Пушкиным и Гоголем.
Родился в Москве, крещен 20 февраля 1848 года в церкви Николая Чудотворца, что в Хлынове при восприемстве деда Ф. В. Самарина, А. И. Васильчиковой и бабушки — графини С. И. Соллогуб.
Жена (с 4 февраля 1873 года) — баронесса Наталья Михайловна Боде (1851—1915), фрейлина императрицы Марии Александровны, дочь барона М. Л. Боде-Колычёва. По словам современника, была очень остроумна, бойка и, еще будучи девушкой, имела репутацию enfant terrible и первой московской красавицы. Была не чужда литературе и в свое время известна как писательница-переводчица. А. А. Фет посвятил ей одно из лучших своих стихотворений. После смерти родителей унаследовала дом на Поварской улице (Усадьба Соллогуба). Усыпальницей семьи Соллогубов служил Донской монастырь.  
Дочери состояли фрейлинами двора: 
- Елена (03.01.1874—1935; член совета Историко-родословного общества в Москве. После 1917 года Елена Федоровна была арестована по сфабрикованному делу о сокрытии ценностей, посажена в Бутырскую тюрьму, а затем отправлена в Ивановский концентрационный лагерь. За нее ходатайствовала перед советской властью Татьяна Львовна Сухотина-Толстая[5]. По ноябрьской амнистии 1920 года срок наказания был сокращен до двух лет. В 1923 году Елена Федоровна была сослана в Казахстан, где и умерла[6].
- Вера (02.01.1875—после 1931). Замужем за Сергеем Федоровичем Левшиным (1873–1925), капитаном II ранга, внуком историка А. И. Левшина. После 1920 года — в эмиграции. Внуки (сыновья Веры) — Федор (1908-2000, Сан-Франциско), Алексей (г.р.1911— ?), Михаил (1916-1920, о. Лемнос).

## Театральный художник
Окончив Московский университет, служил товарищем прокурора. Больше всего Соллогуб работал для театра, изготовляя рисунки как костюмов, так и аксессуаров для дирекции Императорских театров и некоторых частных театров.
Соллогуб был преподавателем в Московских драматических училищах — частных и императорском — и был руководителем обстановочной части на сценах московских императорских театров.
Энциклопедический словарь Брокгауза и Ефрона характеризует его творчество так: «все созданные Соллогубом костюмы обладают и исторической верностью, а подбор цветов костюмов показывает в Соллогубе художника-колориста». К. С. Станиславский пишет: «Чудесные декорации, костюмы, сделанные по эскизам большого таланта, каким был Соллогуб».

## Рисовальщик и коллекционер
Соллогуб писал мелкие рисунки и акварели, преимущественно на исторические сюжеты. Соллогуб был известен также и как художник-иллюстратор, но эти его произведения, за редкими исключениями, не появились в печати: в «Артисте» за 1890—1891 гг. напечатаны его иллюстрации к «Сказке о золотом петушке».
Владел по наследству от отца и деда коллекцией ценных картин, купленных отцом В. А. Соллогуба в Париже. Н. С. Лесков упоминает, что у Ф. Л. Соллогуба была богатая коллекция иконописи.

## Поэт-абсурдист
Соллогуб написал вместе с С. Н. Трубецким шуточную «мистерию» «Соловьёв в Фиваиде» и сотрудничал вместе с самим Соловьёвым в написании юмористических стихотворений. Его перу принадлежат также несколько стихотворений, напечатанных в различных журналах. Д. П. Святополк-Мирский назвал его «лучшим русским поэтом-абсурдистом после Козьмы Пруткова».

## Ф. Л. Соллогуб и современники
Был знаком с Львом Толстым и спрашивал его мнения об оформлении спектаклей.
Соллогуб — один из основателей и постоянный участник «Московского общества любителей искусства и литературы», где играл ведущую роль; об этом кружке оставил воспоминания активно участвовавший в нём в молодости К. С. Станиславский: «граф Соллогуб умерял мою возбужденную фантазию и предостерегал от увлечений…», в дальнейшем, как признаёт Станиславский, граф сыграл большую роль в его вхождении в театральную жизнь: «Благодаря Федотову и Соллогубу во мне произошел сдвиг с мертвой точки, я словно выкарабкался из тупика, в котором долго топтался на месте. Нового пути я не нашёл, но понял основную свою ошибку, — а это уже много. Я принимал простую актерскую эмоцию — род истерии, сценического кликушества — за вспышки подлинного вдохновения. Но после этого спектакля мне стало ясно, что я заблуждался».
Фёдор Соллогуб и его жена Наталья были друзьями В. С. Соловьёва. Супруги жили в доме Демидовых на Большом Толмачёвском, 3 (ныне Научная педагогическая библиотека имени К. Д. Ушинского), где Соловьёв не раз бывал. Здесь состоялась встреча В. С. Соловьёва с дядей Соллогуба Ю. Ф. Самариным и А. Ф. Тютчевой-Аксаковой. В доме на Толмачёвском переулке собирались различные представители интеллектуальной Москвы, как западники, так и славянофилы. Соллогуб унаследовал от тестя, археолога барона М. Л. Боде-Колычёва, ещё одну московскую усадьбу — «Дом Ростовых» на Поварской.
Родственница Соллогуба М. Ф. Мансурова (урождённая Самарина) вспоминала: «Особенное оживление и веселье вносили приезды графа Фёдора Львовича Соллогуба, которого все звали „Федя Соллогуб“. Это был человек в то время лет тридцати пяти, очень одаренный, дилетант поэт и художник, с большим юмором и с большим обаянием. Он был близок к плеяде Фета, А. Толстого и Апухтина. В семейной жизни он не был счастлив и больше жил вне дома. Мать его, гр. Марья Фёдоровна Соллогуб (рожд. Самарина) приходилась двоюродной тетей бабушке Трубецкой, и потому Федя Соллогуб бывал у Трубецких на правах родственника и со всеми был „на ты“. Его талантливость в сочетании с талантливостью Трубецких давала блеск».